# Lego Indiana Jones: The Original Adventures
Lego Indiana Jones: The Original Adventures é um jogo de computador desenvolvido pela Traveller's Tales e publicado pela LucasArts. No Brasil é distribuído pela EA Games. Ele permite ao jogador recriar momentos (de modo mais humorístico) dos três primeiros filmes de Indiana Jones. Oferece o mesmo estilo de modo cooperativo como visto nos jogos da série LEGO Star Wars. A versão demo para Windows foi disponibilizada em 13 de maio de 2008 e o jogo lançado a 3 de junho nos Estados Unidos e no Canadá, e a 6 de junho na Europa.